# Crocus tommasinianus
Crocus tommasinianus es una planta ornamental, perenne y bulbosa perteneciente al género Crocus y a la Familia Iridaceae. Es originaria de Europa.

## Descripción
La especie típica tiene un cormo redondeado, con túnicas fibrosas y las fibras paralelas. Presenta de 2 a 4 hojas, lineales,  con una nervadura central plateada y están completamente desarrolladas en el momento en que se produce la floración. 
Las flores tienen forma de estrella cuando están totalmente abiertas. El perigonio es de color lavanda con el tubo de color blanco. Los tépalos son más claros del lado externo. 
Existen numerosas variedades hortícolas con flores de color rosa, violeta, lila, púrpura o blanco. Florece hacia finales del invierno. Tiene fragancia a azafrán. 

## Variedades y cultivo
Crocus tommasinianus 'Ruby Giant' es tal vez la variedad más conocida, produce plantas más vigorosas que las silvestres y tiene flores más grandes y de color lila oscuro. 
Es una especie de fácil cultivo, aunque no resiste grandes períodos de sequía. Los cormos se plantan en otoño, en grupos, en un lugar a media sombra, a una distancia de 8-10 cm entre sí y a 5 cm de profundidad. Se naturaliza con facilidad.

## Multiplicación
La multiplicación se realiza en otoño, por medio de los nuevos cormos que crecen alrededor del cormo original. También se puede multiplicar por semillas aunque en este caso la floración tarda de 3 a 4 años.

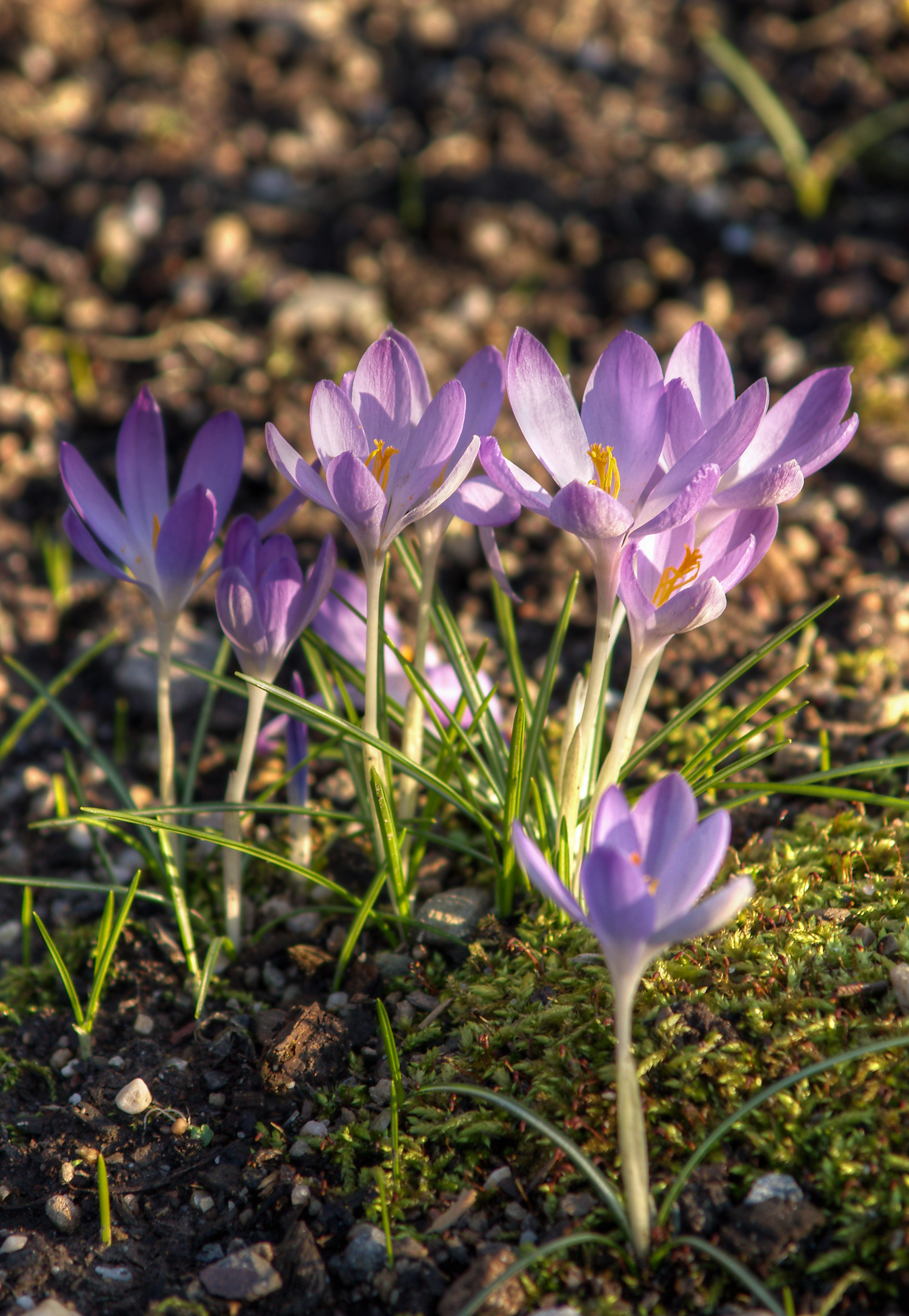
Crocus tommasinianus.

## Distribución y hábitat
La especie es originaria de Croacia, Serbia, Bosnia, Montenegro, Bulgaria, Polonia y Hungría, creciendo en bosques y laderas sombreadas. Florence pronto a finales de invierno y es posible encontrarla en el sur de Alemania. Crocus tommasinianus ha dado origen a numerosas variedades de jardín.

## Taxonomía
Crocus tommasinianus fue descrita por William Herbert y publicado en Journal of the Horticultural Society of London 2: 273. 1847.
Etimología
Crocus: nombre genérico que deriva de la palabra griega:
κρόκος ( krokos ). Esta, a su vez, es probablemente una palabra tomada de una lengua semítica, relacionada con el hebreo כרכום karkom, arameo ܟܟܘܪܟܟܡܡܐ kurkama y árabe كركم kurkum, lo que significa " azafrán "( Crocus sativus ), "azafrán amarillo" o la cúrcuma (ver Curcuma). La palabra en última instancia se remonta al sánscrito kunkumam (कुङ्कुमं) para "azafrán" a menos que sea en sí mismo descendiente de la palabra semita.
tommasinianus: epíteto que es un homenaje al botánico italiano del siglo XVII Muzio Giuseppe Spirito de Tommasin. 
Sinonimia
- Crocus vernus var. tommasinianus  (Herb.) Nyman, Consp. Fl. Eur.: 708 (1882).
- Crocus serbicus A.Kern. ex Maw, Gard. Chron. 1881(2): 368 (1881).[4]